# Bandeirante (Santa Catarina)
Bandeirante is een gemeente in de Braziliaanse deelstaat Santa Catarina. De gemeente telt 3.095 inwoners (schatting 2009).

## Aangrenzende gemeenten
De gemeente grenst aan Belmonte, Descanso, Paraíso en São Miguel do Oeste. 

### Landsgrens
En met als landsgrens aan de gemeente San Pedro in het departement San Pedro in de provincie Misiones met het buurland Argentinië.